# Bratz
Bratz là thương hiệu búp bê thời trang được Carter Bryant sáng lập và do MGA Entertainment sản xuất.
Bốn mẫu búp bê nguyên bản có chiều dài 10 inch (25,4 cm) được công ty phát hành lần đầu năm 2001 là Yasmin, Cloe, Jade và Sasha. Bratz sau đó dần phát triển và đạt được thành công kinh doanh, hãng cũng ra mắt các dòng sản phẩm spin-off như Bratz Kidz hay Bratz Babyz. Các chương trình phim hoạt hình, ca nhạc, trò chơi điện tử dựa trên các nhân vật búp bê liên quan cũng được phát hành ra thị trường.

## Hình ảnh

- Tập tin:Bratz Dolls.jpg